# Station Przyłubie
Station Przyłubie is een spoorwegstation in de Poolse plaats Przyłubie.